# سیارک ۵۵۱۰۸
سیارک ۵۵۱۰۸ (به انگلیسی: 55108 Beamueller، نامگذاری:2001QU142) پنجاه و پنج هزار و صد و هشتمین سیارک کشف شده‌است که در ۲۴ اوت ۲۰۰۱ کشف شد.